# Bernard Konrad Świerczyński
Bernard Konrad Świerczyński, ps. Aniela, Kondek (ur. 20 sierpnia 1922 w Warszawie, zm. 31 października 2002 tamże) – polski dziennikarz, pisarz oraz działacz spółdzielczy oraz anarchistyczny. Odznaczony medalem Sprawiedliwy Wśród Narodów Świata.   

## Życiorys
Jego ojcem był Konrad Świerczyński, działacz Anarchistycznej Federacji Polski oraz Stowarzyszenia Wolnomyślicieli Polskich, który pracował jako szewc, a następnie prowadził księgarnię na Kercelaku. Matką Bernarda była Janina Świerczyńska.
Bernard wychowywał się na warszawskiej Woli. Ze względu na polityczną działalność swoich rodziców w domu częstymi gośćmi byli różni aktywiści polityczni, co miało dość szybko przełożyć się na świadomość polityczną młodego Świerczyńskiego, który włączył się w działania ruchu anarchistycznego na terenie Polski. Rodzice dokładali starań, aby wychować syna w duchu wyznawanych przez siebie idei. Jako zadeklarowani ateiści, nie zdecydowali się ochrzcić dziecka. Miało to w przyszłości sprawić problemy, kiedy ojciec Bernarda zdecydował o zapewnieniu mu nauczania indywidualnego w domu, do czego potrzebny był akt urodzenia wydawany wówczas przez instytucję religijną. Finalnie przyjął chrzest w wieku 16 lat, ponieważ był niezbędny, aby przystąpić do egzaminów maturalnych. Jedną z osób uczących Bernarda była anarchistyczna działaczka i przyjaciółka rodziny Aniela Wolberg.

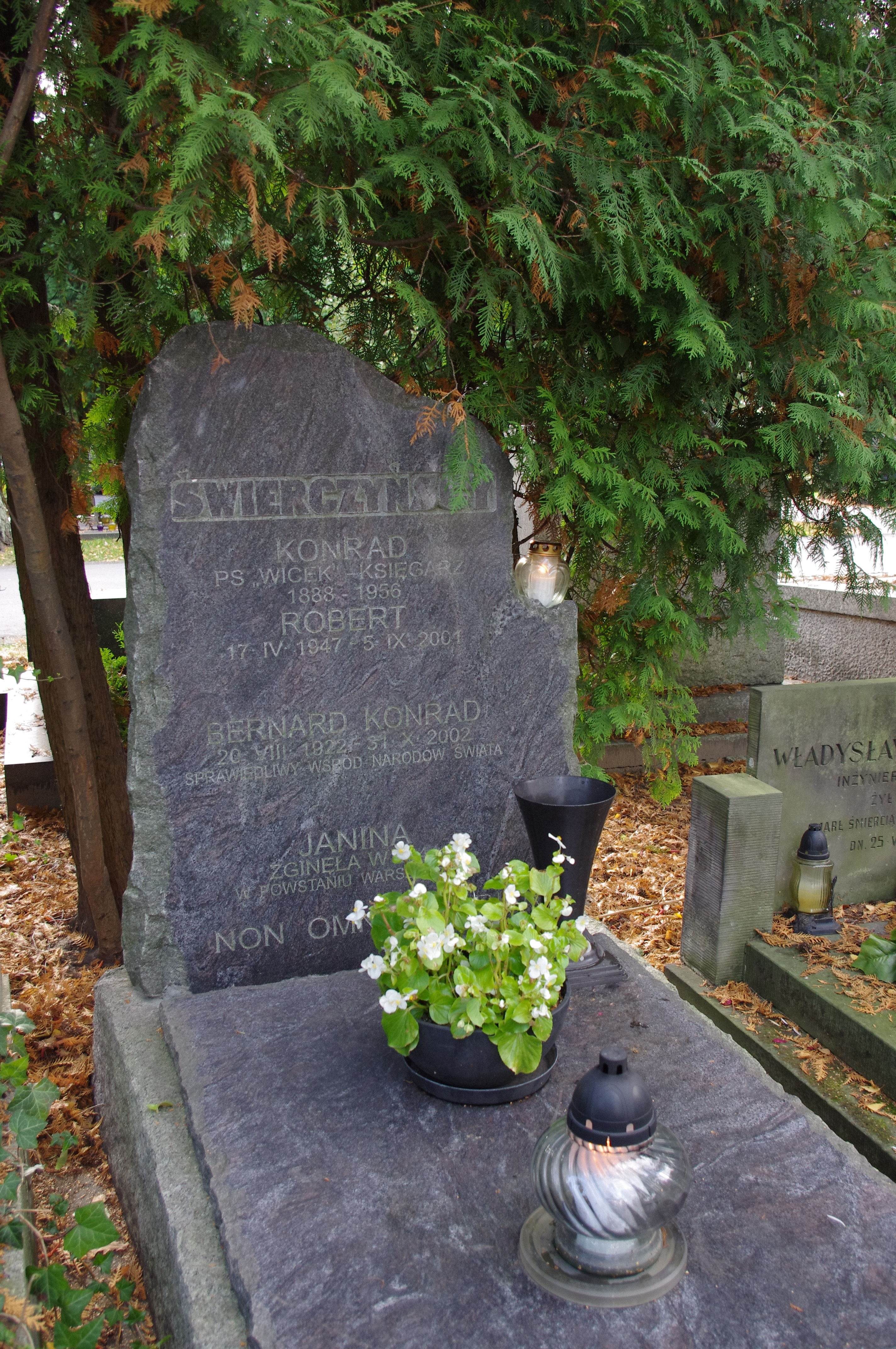
Grób rodziny Świerczyńskich na Powązkach w Warszawie

Rodzina Świerczyńskich utrzymywała dobre kontakty z mniejszością żydowską w Warszawie, wśród której miała wielu znajomych. Od początku okupacji niemieckiej, rodzina była zaangażowana w pomoc Żydom. Konrad następnie odwiedzał ich w getcie warszawskim, przynosząc żywność, lekarstwa i przekazując listy. Pozostał też w bliskim kontakcie z rodziną Goldbergów, wieloletnimi sąsiadami i przyjaciółmi Świerczyńskich. Dzieci Goldbergów: Edward, Natan, Halina i ich najmłodsza siostra Sara (zwana Lusią) wychowywali się razem z Bernardem. W czasie masowych deportacji z getta warszawskiego do obozu zagłady w Treblince, pomógł Halinie oraz Edwardowi wraz z żoną w ucieczce. Halinę umieścił u prof. Jana Michała Langiewicza, który był wykładowcą historii w podziemnym gimnazjum im. Bolesława Prusa przy ul. Jasnej 10.
Bernard wspierał bądź opiekował się również m.in. rodziną Szlamowiczów (Janem, jego żoną Heleną oraz siostrą Jana – Felicją Grossman), Frydą Hofman, Bronką Frydman, dr. Szymonem Samuelsonem i jego żoną, dr. Aleksandrem Wolbergiem oraz Julią i Jankiem Rozenbergami. Wiele z tych osób znał jeszcze przed wojną, ale pomocy udzielał także obcym.
Po wybuchu powstania warszawskiego zaciągnął się, podobnie jak jego ojciec, do Brygady Syndykalistycznej. W czasie walk żołnierze niemieccy zamordowali matkę Bernarda, która chorując na gruźlicę, nie wstawała z łóżka i została przez żołnierzy wyrzucona z mieszkania. Rodzina nie miała możliwości jak jej pomóc. Po jego upadku, był zaangażowany w budowę bunkra dla ludności żydowskiej. Następnie wyjechał ze stolicy razem z Haliną Goldberg, z którą wziął ślub w 1944 roku.
Po wojnie pracował jako dziennikarz prasy spółdzielczej. Był redaktorem naczelnym dwóch pism: „Głos Samorządu GS” oraz „Spółdzielczość Szkolna”. Zrzeszony w Stowarzyszeniu Dziennikarzy Polskich.
30 stycznia 1972 r. Jad Waszem nadal Świerczyńskiemu tytuł Sprawiedliwy wśród Nardów Świata. W 1991 został honorowym obywatelem państwa Izrael.
Pośmiertnie wydane zostały dwie książki będące jego wspomnieniami z czasów wojny.

## Publikacje
- Szmugiel na wagę życia (2015)
- Przemytnicy życia (2018)